# Симфонія № 3 (Малер)
Симфонія № 3, ре мінор — симфонія Густава Малера, написана між 1893 і 1896 роками. Найдовша з симфоній Малера і один з найдовших творів цього жанру, що триває від 90 до 100 хвилин. Вперше виконана повністю у Крефельді 9 червня 1902 року під орудою автора.
Симфонія складається з 6 частин:
1. Kräftig entschieden (сильно й рішуче)
2. Tempo di Menuetto (у темпі менуета)
3. Comodo (Scherzando)
4. Sehr langsam—Misterioso (дуже повільно, таємничо)
5. Lustig im Tempo und keck im Ausdruck (весело й кокетливо)
6. Langsam—Ruhevoll—Empfunden (повільно, спокійно, з глибоким почуттям)

Як і попередня симфонія — цей твір має риси ораторії: у четвертій і п'ятій частинах солює жіночій голос — альт, у п'ятій також задіяно жіночій хор. Четверта частина написана на слова із книги «Так казав Заратустра» (нім. Also sprach Zarathustra) Ф. Ніцше, у п'ятій — пісня збірки німецьких народних поем «Des Knaben Wunderhorn», складеної А. фон Арнімом та К. Брентано й опублікованої 1805 року.
Партитура написана для розширеного складу оркестру — (четверний склад дерев'яних духових, 8 валторн), також ряд ударних інструментів та хор хлопчиків у п'ятій частині розташовані на віддалі від сцени.